# 乃木神社 (東京都港區)
乃木神社（日语：／ Nogijinja）是位於日本東京都港區赤坂的神社，社格為府社、別表神社，主祭神是乃木希典和乃木靜子。

## 概要
1912年7月30日，明治天皇駕崩，同年9月13日，乃木希典與乃木靜子殉死。當時，不少民眾前往悼念，原本該處叫作幽靈坂，後來在乃木希典的葬禮舉辦的同時，該處更名為乃木坂。時任東京市長阪谷芳郎牽頭成立了中央乃木會，在乃木希典府邸內建立了一座小神社來祭祀兩人。1919年，乃木神社的設立獲批，中央乃木會以購入了部分木戶幸一府邸等土地，在明治神宮建成後開始興建乃木神社，設計者為大江新太郎，最終1923年11月1日舉行鎮座祭，皇太子裕仁親王在同日向神社下賜了御菓子。同年11月3日，秩父宮雍仁親王和閑院宮春仁王參拜了神社。翌年，神社列為府社。1933年的鎮座10年祭和1943年鎮座的20年祭時，昭和天皇向神社下賜了御菓子。1945年，神社在東京大轟炸中焚毀，1962年時重建，由大江新太郎之子大江宏設計。同年，神社勸請了王子稻荷神社。1963年1月22日，神社從萩市的松陰神社勸請了正松神社。1964年9月24日，位於北海道函館市的乃木神社以「東京乃木神社函館分社」的名義寄進，成為神社的分社。1968年，乃木會館建成。1983年，神社的社務所、寶物殿、儀式殿和武道場建成。另外，典子女王的丈夫千家國麿在1996年至2001年期間曾經在此出任神職。

## 与娱乐行业的互动
由於神社距離六本木（朝日電視台所在地）與赤坂（TBS電視台所在地）不遠，因此常有不少藝人前往祈願。例如，2010年時成宮寬貴和仲里依紗等TBS電視台電視劇《不良仔與眼鏡妹》劇組人員便曾經一同前往神社祈願，2012年時則有主演《浪花少年偵探團》的多部未華子與劇組人員也曾經前往神社參拜。另外，也有不少藝人選擇在此舉行成年禮，例如小池奈和奧仲麻琴等等。其中，神社與同名的乃木坂46尤其關係密切，乃木坂46在成立之初已經於神社進行祈願，也曾經與神社合作，推出由成員介紹神社的擴張實境影像，成員星野南推出寫真集時也有前往神社祈願，並且寫下繪馬，成員的成年禮自2013年起，每年均在此舉行。

## 外部連結
- http://www.nogijinja.or.jp/ （页面存档备份，存于）
- http://www.nogikotto.com/ （页面存档备份，存于）